# 로젠버그 부부
에델 그린글래스 로젠버그(영어: Ethel Greenglass Rosenberg, 1915년 9월 28일~1953년 6월 19일)와 줄리어스 로젠버그(영어: Julius Rosenberg, 1918년 5월 12일~1953년 6월 19일)는 미국의 공산주의자였으며 소련에 스파이 행위를 했다는 죄목으로 기소되어 사형당했다. 이는 미국 역사상 처음으로 스파이 혐의로 민간인을 사형 집행한 사례였다.
로젠버그 부부가 정말로 간첩인지 아니면 억울하게 누명을 쓴 것인지에 대해서는 의견이 분분하였다. 이후 공개된 정보에 따르면 줄리어스가 소련을 위해 정보를 전달하는 등의 행위를 한 것에, 에델이 연관되었다는 뚜렷한 증거는 없었으나 후에 간첩죄로 30년을 선고 받고 17년 9개월을 복역했던 Morton Sobell이 2008년 9월 11일 뉴욕타임즈와의 인터뷰에서 그와 줄리어스 로젠버그는 스파이 였음을 인정했다. 또한 이들이 원자 폭탄에 필요한 정보를 넘겼다는 혐의를 받았는데, 니키타 흐루쇼프는 "원자 폭탄 생산을 앞당기는데 매우 큰 도움을 주었다"는 메모를 남겼으나, 이에 반하여 실제로는 도움이 되지 않거나 아예 원자 폭탄과 상관 없는 정보였다는 증언도 존재한다.